# توني روبنز
توني روبنز (بالإنجليزية: Tony Robbins) كاتب ومتحدث أمريكي، ولد في 29 فبراير 1960 في كاليفورنيا، وله عدة كتب وبرامج في مجال تطوير الذات.
في 2007 ذكرته مجلة فوربس في قائمة «المشاهير المائة» ، وذكرت المجلة بأنه جنى أكثر من 30 مليون دولار أمريكي في ذلك العام.

## كتاباته
يكتب روبنز في المواضيع التي تخص الصحة والطاقة، التغلب على المخاوف، التواصل والإقناع، تعزيز العلاقات العاطفية والعائلية.

## قيل عنه
عندما أرى المتحدث البارع في التنمية البشرية وتطوير الذات أنتوني روبنز وكتبه الرائعة التي انتشرت في جميع أرجاء الأرض، أقول إن هؤلاء من الذين ولدوا وفي فمهم ملعقة من ذهب ليس صحيحا هذا القول، بل يعد أنتوني مثالا رائعا على الكفاح وقوة التغيير، فحياته كانت بائسة وتعيسة جدا، فعندما كان في السابعة من عمره انفصل والداه، وفي ريعان شبابه أصابه ورم عندما كان يجري الفحوصات الروتينية في المستشفى، ولأن حياته البائسة فكر في الانتحار، وفي أحد الأزقة حينما ربط عنقه بحبل وبدأت أنفاسه بالانقطاع لمح ظل رجل وبعدها فقد الوعي ولكن إرادة الله باقية إذ لم يمت، وعندما استيقظ وجد نفسه في غرفة مليئة بالكتب ووجد رجلا عجوزا يكتب، ذهب إليه أنتوني وقال لماذا أنقذتني؟ كنت أريد ان أتخلص من عبء الحياة فقال الرجل حينها: ليس هناك ما يستحق في هذه الحياة أن نفقد حياتنا من أجلها فلنعش هذه الحياة بسعادة ولنجعل القدر هو من يسلبنا حياتنا استغرب انتوني من قول الرجل! وقال له: أتقول هذا وأنت لا تسكن في قصر ولست تملك المال، وليس لديك جاه أو سلطة وتعيش وحدك بين هذه الكتب لما أنت متمسك بهذه الحياة؟
قال الرجل الحكيم: إن هذه الكتب هي من علمتني الحياة وحلوها وهي مالي وجاهي وسلطتي وأصدقائي، بعدها قرر أنتوني أن يقضي وقتا مع هذا الرجل الذي اسمه جيم روبن، وتعلق قلب أنتوني بالكتب وقرر أيضا إن يدرس علم النفس وانطلق من بعدها في سماء التنمية البشرية.
وفي يوم من الأيام وهو ذاهب لإلقاء دورة بطائرته الخاصة رأى مبنى شاهقا تذكر أنه كان في يوم من الأيام حارسا لهذا المبنى، وكان بدينا لا يملك أدنى مقومات الحياة، ولكن كانت لديه أحلام عظيمة وعزيمة كبيرة
تمنى أن يكون له مكتب في أفضل بنايات أمريكا مطل على البحر، وتخيلها بالصورة التي يريدها، فبدأ بكتابة أمنياته على الورق وما الذي يستطيع أن يقوم به الآن أو بعد عدة سنوات.
تحقق ما أراد فالآن يملك أكبر المكاتب الاستشارية في أمريكا ولديه طائرة خاصة ومن أفضل المحاضرين، إن لم يكن في العالم. وعندما وصل تفاجأ من الأعداد الغفيرة التي حضرت من أجله. ويقول هو في هذا الموقف: "شاهدت طوابير السيارات والازدحام المروري، وكنت اخشى أن المشاركين لن يستطيعوا الحضور بسبب هذا الازدحام، و تفاجأت أن هذا الازدحام هم بالواقع المشاركين الذين حضروا للمشاركة، فتذكرت كيف كنت من 12 سنة فقط حارسا لعمارة لا أملك شيئا، وتساءلت في نفسي كيف لعقد من الزمان أن يغير في حياة الإنسان، والآن ها أنا أتنقل في طائرتي الخاصة قادما من القلعة الأثرية التي اشتريتها لي و لعائلتي، كيف أن الإنسان يبحث دائما عما يريده وهو لا يعلم بالحقيقة أن لدى الإنسان القدرة على فعل المستحيل.

## أقواله
من أقواله:
- «اللحظة التي تتخذ بها قرارا هي اللحظة التي تغير قدرك».
- «نستطيع جميعا أن نغير للأفضل».

## كتبه
من أبرز ما كتب:
- المال سيد اللعبة (Money the master of the game) 2014.
- قدرات غير محدودة (Unlimited Power) عام 1986 .
- أيقظ العملاق بداخلك (Awaken the Giant Within) عام 1992 .
- خطوات عملاقة (Giant Steps) عام 1994 .
- ملاحظات من صديق (Notes from a Friend) عام 1995 .

## في التلفزيون والسينما
ظهر روبنز في أفلام ومسلسلات عديدة منها Shallow Hal عام 2001، وحلقة واحدة في مسلسل The Sopranos ، ومسلسل Family Guy ، وايضا في مشهد عابر في الجزء الثالث من فيلم Men In Black .
وفي شهر يوليو 2010 تعاقدت معه قنوات الـNBC لتقديم عرض حي ومباشر، ولكن سرعان ما تم ايقافة بعد عرض حلقتين من اصل ستة تم تصويرهم 

## مؤسسة أنتوني روبنز
في عام 1992 أطلق روبنز جمعية خيرية سماها مؤسسة انتوني روبنز، هدفها تمكين الطلاب والمساجين مستخدما تقنياته في التعليم وتوفير الغذاء للمحتاجين منهم.
طبقا لموقعها الرسمي على الإنترنت، فان المنظمة لها «منتجات وبرامج في أكثر من 1200 مدرسة و700 سجن و100000 منظمة صحية وإنسانية»

## روابط خارجية
- توني روبنز على موقع IMDb (الإنجليزية)
- توني روبنز على موقع الموسوعة البريطانية (الإنجليزية)
- توني روبنز على موقع ميوزك برينز (الإنجليزية)
- توني روبنز على موقع إن إن دي بي (الإنجليزية)
- توني روبنز على موقع قاعدة بيانات الفيلم (الإنجليزية)